# Tu historia
Tu historia es el nombre del octavo álbum de estudio grabado por la cantautora mexicana Julieta Venegas. Se lanzó el 11 de noviembre de 2022 por la compañía discográfica Lolein Music contando con la producción del chileno Alex Anwandter, amigo personal de Venegas.
Las canciones que componen el álbum han sido escritas durante el encierro ocasionado por la pandemia de COVID-19. Para coordinar su trabajo, tanto Venegas como Anwandter utilizaron herramientas de internet que les permitieron trabajar en la distancia.
El disco incluye diez nuevos temas en los que la cantante nos habla de amor y desamor, historias personales contadas por la cálida voz de la intérprete. Cinco de los temas fueron lanzados como adelanto al estreno del álbum. Se trata de Mismo amor, Caminar sola, En tu orilla, Te encontré y La nostalgia, que fueron lanzados como sencillos para promocionar el álbum.

## Lista de canciones

### Edición estándar[11][12]
| N.º | Título                | Escritor(es) | Duración |  |
| 1.  | «En tu orilla»        | Venegas      | 3:25     |  |
| 2.  | «Brillaremos»         | Venegas      | 3:06     |  |
| 3.  | «Mismo amor»          | Venegas      | 3:18     |  |
| 4.  | «Te encontré»         | Venegas      | 3:32     |  |
| 5.  | «La nostalgia»        | Venegas      | 3:14     |  |
| 6.  | «Caminar sola»        | Venegas      | 3:18     |  |
| 7.  | «Tu historia»         | Venegas      | 3:25     |  |
| 8.  | «Dime la verdad»      | Venegas      | 3:30     |  |
| 9.  | «Pura fantasía»       | Venegas      | 3:47     |  |
| 10. | «Despechada mexicana» | Venegas      | 2:48     |  |

## Premios
| Año  | Premio         | Trabajo nominado | Categoría                                  | Resultado |
| ---- | -------------- | ---------------- | ------------------------------------------ | --------- |
| 2023 | Grammy Latinos | Tu Historia      | Mejor Álbum Vocal Pop                      |           |
| 2023 | Grammy Latinos | Tu Historia      | Mejor Canción de Pop/Rock por Caminar Sola | Nominada  |